# Julius Erving
Julius Winfield Erving II (East Meadow, 22 febbraio 1950) è un ex cestista statunitense, professionista nell'ABA e nell'NBA, conosciuto con il soprannome di Doctor J, considerato uno tra i più grandi giocatori di sempre, fu certamente uno dei più creativi e innovativi e che rivoluzionò maggiormente la pallacanestro.
Divenne famoso nei primi anni settanta per la sua capacità di coniugare l'eleganza e l'imprevedibilità del suo gioco ad un'esplosiva potenza. Entusiasmò gli appassionati di basket con le sue spettacolari schiacciate, nelle quali saltava al di sopra delle braccia dei difensori avvitandosi e rimanendo a lungo sospeso in volo come mai si era visto prima, anche grazie a delle mani di dimensioni molto considerevoli.
Al momento del ritiro nel 1987 con 30.026 punti realizzati era il terzo migliore marcatore di sempre nella storia del basket professionistico americano, dietro solamente a Kareem Abdul-Jabbar e Wilt Chamberlain.
Nel commentare quanto Erving abbia influito sul suo gioco, Michael Jordan affermò in un'intervista: "Senza Doctor J non sarebbe mai esistito MJ".

## Carriera

### I primi anni
Nato nel 1950 a East Meadow, nello stato di New York a Nassau, Long Island, Erving cominciò a giocare a pallacanestro sin da piccolo, riuscendo ad affermarsi prima al liceo e poi alla Università del Massachusetts, dove entrò nel 1968. Il soprannome "Doctor" risale ai tempi del liceo e diventò di dominio pubblico quando durante una partita Erving disse ad un commentatore tv, che non sapeva più come definirlo per il suo splendido gioco, "chiamami Dottore". In seguito sarebbe diventato "Doctor Julius" ed infine "Doctor J" (pronuncia: doctor gèi).
È stato uno dei sei soli giocatori nella storia della NCAA ad ottenere una media di oltre 20 punti e 20 rimbalzi a partita, oltre ad aver registrato 51 doppie doppie in 52 partite.
In NCAA inoltre era in vigore la regola, a lui sfavorevole, che era vietato schiacciare: abilità che avrà in seguito occasione di dimostrare ai massimi livelli in ABA e NBA.
Malgrado le cifre ragguardevoli, Erving era ancora semisconosciuto quando lasciò Massachusetts per entrare nel mondo professionistico.

### La ABA
(Dave Anderson, New York Times)
Firmò il suo primo contratto professionistico nel 1971 con i Virginia Squires, che disputavano l'emergente torneo dell'American Basketball Association (ABA). Nell'anno del debutto siglò una media di 27,3 punti a partita, partecipò all'ABA All-Star Game, venne eletto nell'ABA All-Rookie Team e nell'All-ABA Team.
Ai playoff, al primo turno, Virginia sconfisse i Floridians 4 a 0: dopo un esordio da 32 punti e 19 rimbalzi Erving realizzò 53 punti in gara 3 (pareggiando il record di sempre di Wilt Chamberlain di punti segnati da un Rookie ai playoff fra NBA e ABA valido ancora oggi, e il record ABA di sempre di punti nei Playoff di Roger Brown) e 39 punti e 27 rimbalzi in gara 4.
Nelle Finali di Eastern Division incontrarono i New York Nets di Rick Barry: Erving in gara 1 realizzò una clamorosa tripla doppia da 26 punti, 20 rimbalzi e 15 assist; gli Squires si portarono 2 a 0 nella serie ma non riuscirono in seguito a superare i Nets che avranno la meglio in gara 7.
Da ricordare in gara 5 la prestazione di Dr.J da 24 punti e 32 rimbalzi, (2° più alta di sempre per numero di rimbalzi nei playoff ABA) di cui 10 offensivi.
Nei primi playoff giocati in carriera Erving chiuse con 33,3 punti, 20,4 rimbalzi (record di sempre in ABA) e 6,5 assist di media a partita tirando con il 52% dal campo (insieme a Wilt Chamberlain l'unico giocatore nella storia a riuscire a fare più di 30 punti e 20 rimbalzi di media in una stagione nei playoff).
Al termine della prima stagione Erving accettò la proposta degli Atlanta Hawks in NBA e dopo una sentenza di un giudice che scioglieva il contratto con gli Squires, Erving disputò con loro 3 gare di preseason con la maglia numero 54, in aperto contrasto sia con i Virginia Squires che con i Milwaukee Bucks che l'avevano appena draftato con la 12ª scelta del draft non sapendo dell'accordo con gli Hawks.
Il Commissioner NBA Walter Kennedy sostenne i Bucks multando di 25.000 dollari gli Hawks per ogni partita giocata da Erving in violazione dei diritti sul giocatore, finché arrivò una sentenza del giudice federale che obbligava il giocatore a restare a giocare in ABA per i Virginia Squires.

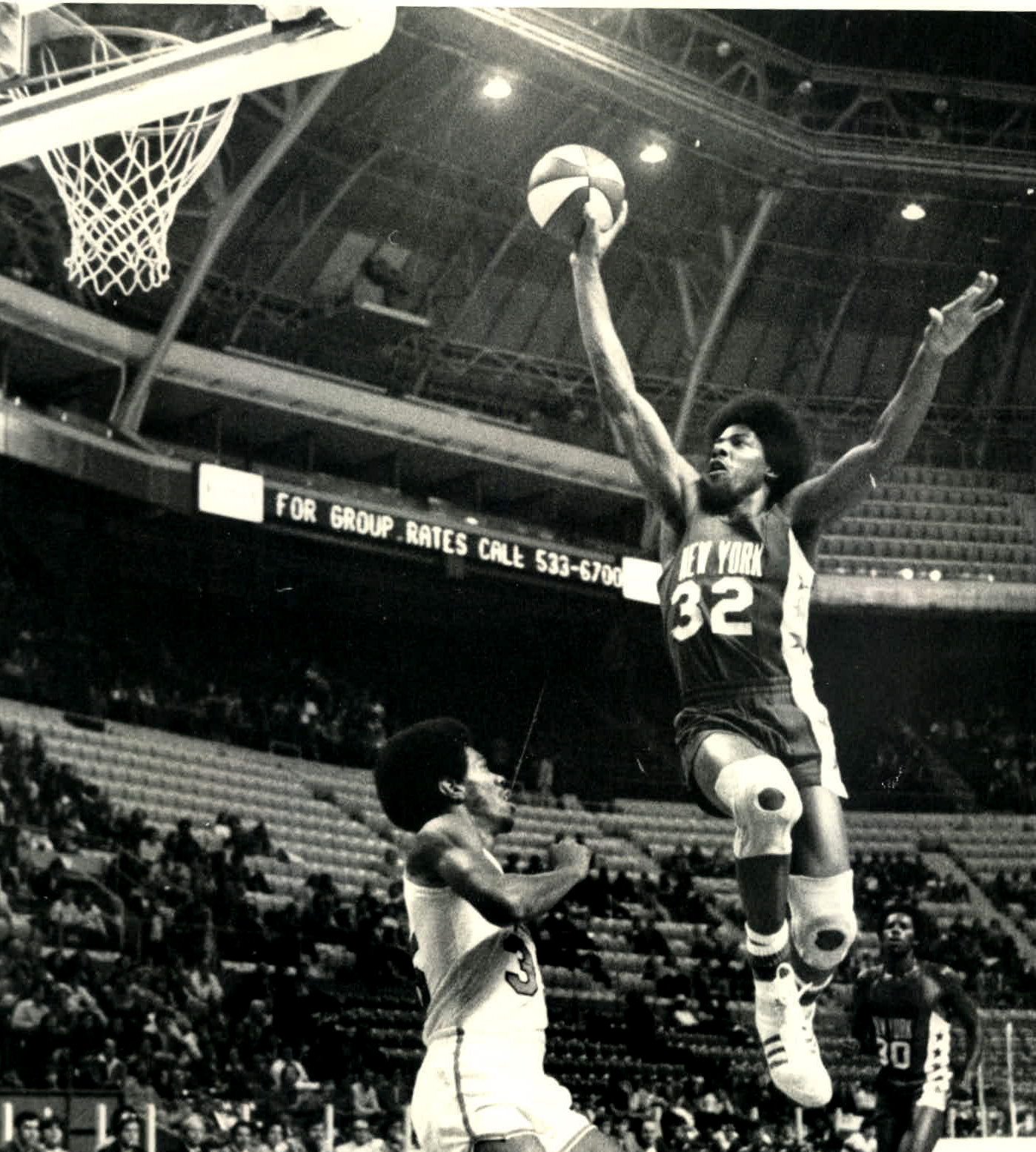
Erving schiaccia con la maglia dei New York Nets

L'anno successivo fu il miglior marcatore della lega con la media di 31,9 punti a partita ed il suo gioco innovativo era diventato già famoso.
Dopo le due grandi stagioni, nel 1973 fu venduto ai New York Nets, che giocavano al Nassau Coliseum a Long Island dove era nato, e dove rimase fino al 1976. Nei tre anni giocati a New York, Erving ebbe un ruolo determinante nella conquista dei due titoli ABA vinti dai Nets, con tre titoli di MVP della regular season e due come MVP dei playoffs assieme a altri due premi come Migliore marcatore ABA.
I Nets, che erano la squadra più giovane di tutto il pro basketball con 22,6 anni di media e di cui facevano parte Larry Kenon, Brian Taylor e Billy Paultz, dopo un avvio non semplice con 9 sconfitte consecutive, svoltarono dopo l'inserimento di un altro rookie John Williamson in quintetto, realizzando una striscia di 19 vittorie in 22 partite e chiudendo la regular season con 10 vittorie nelle ultime 11, vincendo l'ABA Eastern Division (Regular Season).
Nei Playoff i Nets vinsero il titolo sconfiggendo per 4 gare a 1 gli Squires di George Gervin, per 4 a 0 i Kentucky Colonels di Artis Gilmore e Dan Issel e per 4 a 1 gli Utah Stars, chiudendo con il miglior record di sempre nella postseason della storia ABA, 12-2.
Erving chiuse per la seconda stagione consecutiva con il maggior numero di punti di media a partita dell'ABA in regular season e per la terza volta consecutiva nei Playoff ABA (rispettivamente 27,4 e 27,9) vincendo sia il premio MVP della regular season che quello dei Playoff, diventando inoltre il secondo a riuscirci in ABA dopo Connie Hawkins, record che bisserà nel 1976 per la seconda volta, unico a riuscirci.
Nei Playoff 1976 fece registrare la media punti più alta in carriera di 34,7 punti a partita, e in particolare dopo avere eliminato i San Antonio Spurs, nelle ABA Finals 1976 contro i Denver Nuggets fece registrare: 45 punti in gara uno segnando il tiro vincente sulla sirena segnando 18 degli ultimi 22 punti di squadra, e in gara 2 ne mise a segno 48 di cui 25 punti nel quarto quarto (record assoluto in un quarto delle Finals ABA) e 37 nel secondo tempo (record di sempre in un tempo delle Finals fra NBA e ABA, più dei 35 che Jordan realizzerà poi nel 1992).
Nelle 6 partite chiuderà con 226 punti segnati in 6 partite e con medie da 37,7 punti a partita, 14.2 rimbalzi, 6 assist, 3 palle rubate e 2.2 stoppate.
Fu uno dei personaggi di spicco della nuova lega, contribuendo a farle acquisire sempre maggior notorietà e valore. In cinque stagioni si aggiudicò tre volte la classifica dei marcatori, tre volte il titolo di miglior giocatore della regular season e due volte come migliore giocatore dei Playoff. Quando nel 1976, a seguito della fusione tra ABA e NBA, quattro squadre furono ammesse a giocare nella più ricca e prestigiosa National Basketball Association (NBA), Erving era diventato il leader indiscusso della ABA.
Nel 1997 nel trentesimo anniversario dalla nascita dell'ABA, oltre a essere inserito nell'ABA All-Time Team venne votato con 46 voti su 50 come Most Valuable Player di sempre ABA.
In seguito alla fusione con l'NBA furono imposte gravose condizioni economiche alla franchigia newyorkese: oltre alla tassa di 3,2 milioni di dollari da versare entro il 15 settembre 1976 e il non poter partecipare alla distribuzione dei diritti televisivi per i primi 3 anni, vennero costretti a pagare una "tassa territoriale" ai New York Knicks di 4,3 milioni di dollari per aver "invaso" il loro mercato; i Nets furono così costretti per poter far fronte ai pagamenti a vendere Doctor J. ai Philadelphia 76ers per 3 milioni di dollari, ad un mese dall'inizio della nuova stagione.

### La NBA e la consacrazione

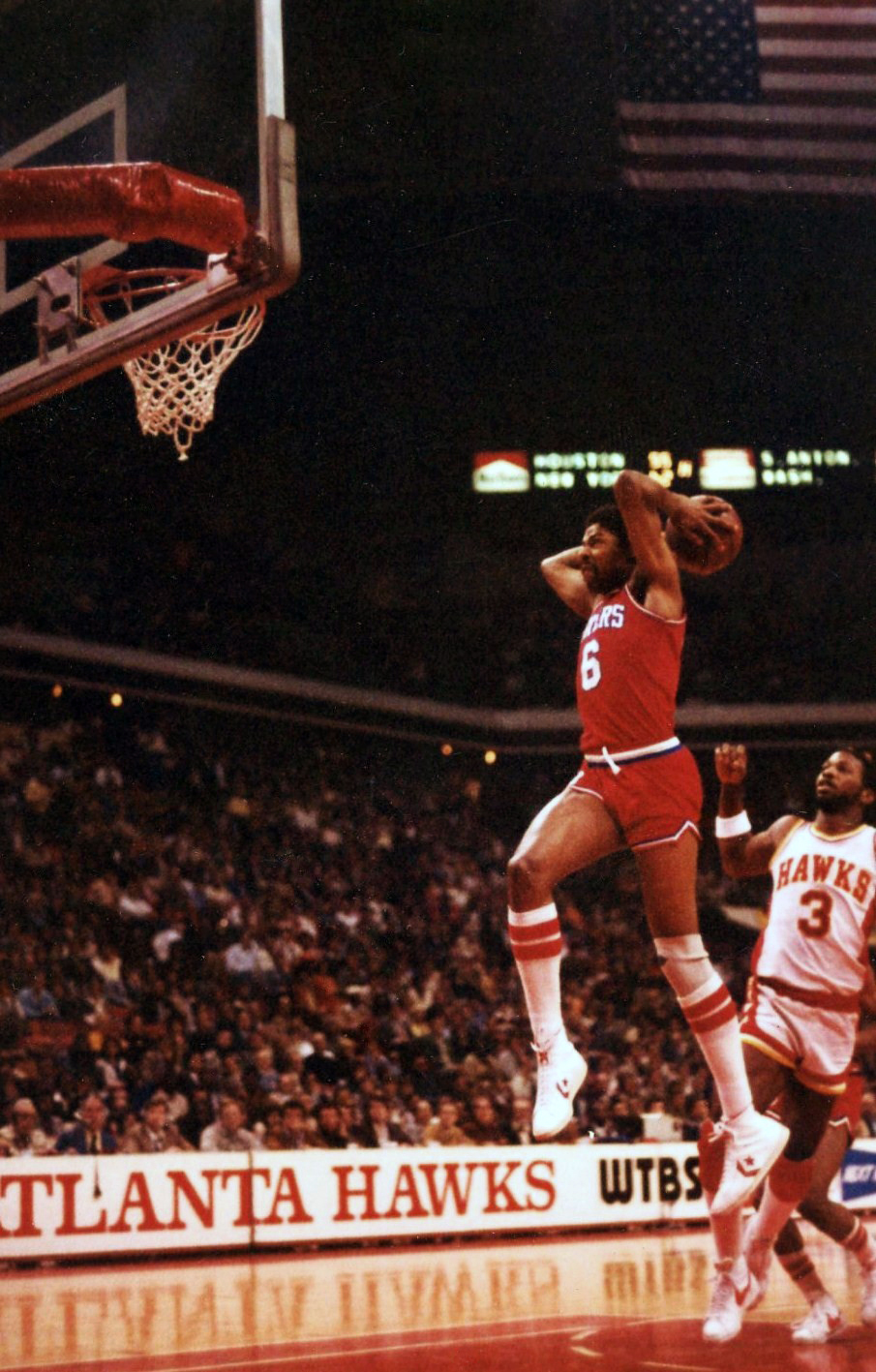
Una delle schiacciate che hanno reso famoso Erving

Nella nuova lega, Doctor J, come era soprannominato, giocò per i Philadelphia 76ers fino al suo ritiro nel 1987, vincendo l'NBA MVP Award" (miglior giocatore della lega) nel 1981, guidando i 76ers al titolo NBA nel 1983 e ad altre tre finali nel 1977, 1980 e 1982. Durante le sue prime partite in NBA, Erving giocò in maniera più anonima limitando le azioni individuali e mettendosi al servizio dei compagni. Anche in seguito, quando tornò ad esibire con più frequenza le sue spettacolari azioni personali, fu sempre fedele al concetto del gioco di squadra.
Nel 1977, durante la stagione d'esordio in NBA, fece la prima delle sue 11 apparizioni consecutive all'NBA All-Star Game, nell'occasione segnò 30 punti e prese 12 rimbalzi, venendo nominato MVP dell'incontro. Quell'anno spinse la squadra alla finale per il titolo assoluto, perso contro i Portland Trail Blazers. I dirigenti dei Sixers, constatato il suo valore, potenziarono la squadra. Le stagioni successive videro Erving confermarsi uno dei migliori giocatori del torneo e un buon progresso tecnico della squadra, che si attestò stabilmente nelle prime posizioni sfiorando nuovamente il titolo assoluto nel 1980, battuti nella serie finale dai Los Angeles Lakers.
La sua migliore stagione fu il 1980-81, quando gli venne assegnato il titolo di MVP del torneo (il primo giocatore non nel ruolo di centro a vincere il premio da 17 anni, da Oscar Robertson nel 1964), ma la squadra si arrese ai Boston Celtics nella settima partita delle finali della Eastern Conference. Anche nel 1981-1982 i Sixers fecero una grande stagione ma furono nuovamente sconfitti dai Lakers in gara 6 delle NBA Finals. La dirigenza colmò l'inferiorità della squadra ai rimbalzi ingaggiando il prestigioso centro Moses Malone ed il titolo, l'unico vinto da Erving in NBA, giunse meritatamente nella stagione 1982-1983. Dopo aver battuto i New York Knicks 4 a 0, e i Milwaukee Bucks 4 a 1, le finali dei play-off furono a senso unico, con la vittoria per 4-0 dei Sixers sui Lakers, con Erving che segnò 7 punti consecutivi in 98 secondi al termine di gara 4.
Laureatosi campione a 33 anni, Erving nelle stagioni successive subì un calo fisico a cui sopperì basando il suo gioco sull'intelligenza anziché sulla potenza fisica. Il suo declino corrispose a quello della squadra, che perse le posizioni di testa della lega e non avrebbe mai più vinto il titolo. Si ritirò alla fine della stagione 1986-87 e partecipò con la squadra alla propria tournée di addio, alla quale accorsero ovunque spettatori appassionati per rendergli omaggio.

### Le cifre
Al momento del suo ritiro, Erving figurava nella top ten dei marcatori di tutti i tempi (3ª posizione assoluta), in quella dei tiri dal campo realizzati (3º), dei tiri dal campo tentati (5º) e delle palle rubate (1º), inoltre divenne il primo giocatore non nel ruolo di centro di sempre a superare i 30.000 punti segnati in carriera.
Nella classifica combinata NBA/ABA di tutti i tempi dei marcatori, Erving si piazza all'ottavo posto con 30.026 punti, preceduto da LeBron James, Kareem Abdul-Jabbar, Karl Malone, Kobe Bryant, Michael Jordan, Dirk Nowitzki e Wilt Chamberlain.

## Statistiche
| † | Denota una stagione in cui ha vinto il titolo ABA |
| † | Denota una stagione in cui ha vinto il titolo NBA |
| * | Primo nella lega                                  |
| * | Record                                            |

### ABA

#### Regular Season
| Anno         | Squadra          | PG  | PT | MP    | TC%  | 3P%  | TL%  | RP   | AP  | PRP | SP  | PP    |
| ------------ | ---------------- | --- | -- | ----- | ---- | ---- | ---- | ---- | --- | --- | --- | ----- |
| 1971-1972    | Virginia Squires | 84  | -  | 41,8  | 49,8 | 18,8 | 74,5 | 15,7 | 4,0 | -   | -   | 27,3  |
| 1972-1973    | Virginia Squires | 71  | -  | 42,2* | 49,6 | 20,8 | 77,6 | 12,2 | 4,2 | 2,5 | 1,8 | 31,9* |
| 1973-1974†   | N.Y. Nets        | 84  | -  | 40,5  | 51,2 | 39,5 | 76,6 | 10,7 | 5,2 | 2,3 | 2,4 | 27,4* |
| 1974-1975    | N.Y. Nets        | 84* | -  | 40,5  | 47,0 | 33,3 | 79,9 | 10,9 | 5,5 | 2,2 | 1,9 | 27,9  |
| 1975-1976†   | N.Y. Nets        | 84  | -  | 38,6  | 50,7 | 33,0 | 80,1 | 11,0 | 5,0 | 1,9 | 1,9 | 29,3* |
| Carriera ABA | Carriera ABA     | 407 | -  | 40,7  | 50,4 | 32,2 | 77,8 | 12,1 | 4,8 | 2,4 | 2,0 | 28,7  |
| All-Star     | All-Star         | 5   | -  | 26,8  | 54,3 | 50,0 | 79,3 | 7,2  | 4,8 | 0,7 | 1.7 | 20,0  |

#### Massimi in carriera ABA
Regular Season
- Massimo di punti: 63 vs San Diego Conquistador (14 febbraio 1975)
- Massimo di rimbalzi: 28 vs New York Nets (24 marzo 1972)
- Massimo di assist: 12 vs San Diego Conquistador (22 marzo 1974)
- Massimo di palle rubate: 9 vs New York Nets (12 gennaio 1973)  *
- Massimo di stoppate: 7 (3 volte)*

(* tenendo conto dei dati ABA al momento disponibili e che le statistiche di queste categorie vennero registrate sistematicamente solo dalla stagione ABA 1973-1974)

#### Playoffs
| Anno         | Squadra          | PG  | PT | MP    | TC%  | 3P%  | TL%  | RP    | AP  | PRP | SP  | PP    |
| ------------ | ---------------- | --- | -- | ----- | ---- | ---- | ---- | ----- | --- | --- | --- | ----- |
| 1972         | Virginia Squires | 11  | -  | 45,8  | 51,8 | 25,0 | 83,5 | 20,4* | 6,5 | -   | -   | 33,3* |
| 1973         | Virginia Squires | 5   | -  | 43,8* | 52,7 | 0,0  | 75,0 | 9,0   | 3,2 |     |     | 29,6* |
| 1974†        | N.Y. Nets        | 14  | -  | 41,4  | 52,8 | 45,5 | 74,1 | 9,6   | 4,8 | 1,6 | 1,4 | 27,9* |
| 1975         | N.Y. Nets        | 5   | -  | 42,2  | 45,5 | 0,0  | 84,4 | 9,8   | 5,6 | 1,0 | 1,8 | 27,4  |
| 1976†        | N.Y. Nets        | 13* |    | 42,4* | 53,3 | 28,6 | 80,4 | 12,6  | 4,9 | 1,9 | 2,0 | 34,7* |
| Carriera ABA | Carriera ABA     | 48  | -  | 43,0  | 51,9 | 25,0 | 79,5 | 12,9  | 5,1 | 1,6 | 1,7 | 31,1  |

#### Massimi in carriera ABA
Playoffs
- Massimo di punti: 53 vs Floridians (4 aprile 1972)
- Massimo di rimbalzi: 32 vs New York Nets (29 aprile 1972)
- Massimo di assist: 15 vs New York Nets (13 aprile 1972)
- Massimo di palle rubate: 5 (2 volte)*
- Massimo di stoppate: 4 (3 volte)*

(* tenendo conto dei dati ABA al momento disponibili e che le statistiche di queste categorie vennero registrate sistematicamente solo dalla stagione ABA 1973-1974)

### NBA

#### Regular Season
| Anno            | Squadra            | PG   | PT  | MP   | TC%  | 3P%  | TL%  | RP  | AP  | PRP | SP  | PP   |
| --------------- | ------------------ | ---- | --- | ---- | ---- | ---- | ---- | --- | --- | --- | --- | ---- |
| 1976-1977       | Philadelphia 76ers | 82   |     | 35,9 | 49,9 |      | 77,7 | 8,5 | 3,7 | 1,9 | 1,4 | 21,6 |
| 1977-1978       | Philadelphia 76ers | 74   |     | 32,8 | 50,2 |      | 84,5 | 6,5 | 4,2 | 1,8 | 1,3 | 20,6 |
| 1978-1979       | Philadelphia 76ers | 78   |     | 35,9 | 49,1 |      | 74,5 | 7,2 | 4,6 | 1,7 | 1,3 | 23,1 |
| 1979-1980       | Philadelphia 76ers | 78   |     | 36,1 | 51,9 | 20,0 | 78,7 | 7,4 | 4,6 | 2,2 | 1,8 | 26,9 |
| 1980-1981       | Philadelphia 76ers | 82   |     | 35,0 | 52,1 | 22,2 | 78,7 | 8,0 | 4,4 | 2,1 | 1,8 | 24,6 |
| 1981-1982       | Philadelphia 76ers | 81   | 81  | 34,4 | 54,6 | 27,3 | 76,3 | 6,9 | 3,9 | 2,0 | 1,7 | 24,4 |
| 1982-1983†      | Philadelphia 76ers | 72   | 72  | 33,6 | 51,7 | 28,6 | 75,9 | 6,8 | 3,7 | 1,6 | 1,8 | 21,4 |
| 1983-1984       | Philadelphia 76ers | 77   | 77  | 34,8 | 51,2 | 33,3 | 75,4 | 6,9 | 4,0 | 1,8 | 1,8 | 22,4 |
| 1984-1985       | Philadelphia 76ers | 78   | 78  | 32,5 | 49,4 | 21,4 | 76,5 | 5,3 | 3,0 | 1,7 | 1,4 | 20,0 |
| 1985-1986       | Philadelphia 76ers | 74   | 74  | 33,4 | 48,0 | 28,1 | 78,5 | 5,0 | 3,4 | 1,5 | 1,1 | 18,1 |
| 1986-1987       | Philadelphia 76ers | 60   | 60  | 32,0 | 47,1 | 26,4 | 81,3 | 4,4 | 3,2 | 1,3 | 1,6 | 16,8 |
| Carriera NBA    | Carriera NBA       | 836  | 442 | 34,3 | 50,7 | 26,1 | 77,7 | 6,7 | 3,9 | 1,8 | 1,5 | 22,0 |
| All-Star        | All-Star           | 11   |     | 28,7 | 47,8 | 100  | 79,4 | 6,4 | 3,2 | 1,6 | 1,0 | 20,1 |
| Carriera Totale | Carriera Totale    | 1243 |     | 36,4 | 50,6 |      | 77,7 | 8,5 | 4,2 | 2,0 | 1,7 | 24,2 |

#### Massimi in carriera NBA
Regular Season
- Massimo di punti: 45 vs Boston Celtics (1º novembre 1980)
- Massimo di rimbalzi: 18 (2 volte)
- Massimo di assist: 12 vs Indiana Pacers (16 marzo 1979)
- Massimo di palle rubate: 8 vs Washington Bullets (12 novembre 1976)
- Massimo di stoppate: 8 vs Detroit Pistons (11 dicembre 1982)

#### Playoffs
| Anno            | Squadra            | PG  | PT | MP   | TC%  | 3P%  | TL%  | RP  | AP  | PRP | SP  | PP   |
| --------------- | ------------------ | --- | -- | ---- | ---- | ---- | ---- | --- | --- | --- | --- | ---- |
| 1977            | Philadelphia 76ers | 19* |    | 39,9 | 52,3 |      | 82,1 | 6,4 | 4,5 | 2,2 | 1,2 | 27,3 |
| 1978            | Philadelphia 76ers | 10  |    | 35,8 | 48,9 |      | 75,0 | 9,7 | 4,0 | 1,5 | 1,8 | 21,8 |
| 1979            | Philadelphia 76ers | 9   |    | 41,3 | 51,7 |      | 76,1 | 7,8 | 5,9 | 2,0 | 1,9 | 25,4 |
| 1980            | Philadelphia 76ers | 18* |    | 38,6 | 48,8 | 22,2 | 79,4 | 7,6 | 4,4 | 2,0 | 2,1 | 24,4 |
| 1981            | Philadelphia 76ers | 16  |    | 37,0 | 47,5 | 0,0  | 75,7 | 7,1 | 3,4 | 1,4 | 2,6 | 22,9 |
| 1982            | Philadelphia 76ers | 21* |    | 37,1 | 51,9 | 16,7 | 75,2 | 7,4 | 4,7 | 1,8 | 1,8 | 22,0 |
| 1983†           | Philadelphia 76ers | 13  |    | 37,9 | 45,0 | 0,0  | 72,1 | 7,6 | 3,4 | 1,2 | 2,1 | 18,4 |
| 1984            | Philadelphia 76ers | 5   |    | 38,8 | 47,4 | 0,0  | 86,4 | 6,4 | 5,0 | 1,6 | 1,2 | 18,2 |
| 1985            | Philadelphia 76ers | 13  | 13 | 33,4 | 44,9 | 0,0  | 85,7 | 5,6 | 3,7 | 1,9 | 0,8 | 17,1 |
| 1986            | Philadelphia 76ers | 12  | 12 | 36,1 | 45,0 | 18,2 | 73,8 | 5,8 | 4,2 | 0,9 | 1,3 | 17,7 |
| 1987            | Philadelphia 76ers | 5   | 5  | 36,0 | 41,5 | 33,3 | 80,4 | 5,0 | 3,4 | 1,4 | 1,2 | 18,2 |
| Carriera NBA    | Carriera NBA       | 141 | 30 | 37,5 | 48,6 | 19,4 | 77,9 | 7,0 | 4,2 | 1,7 | 1,7 | 21,9 |
| Carriera Totale | Carriera Totale    | 189 |    | 38,9 | 49,6 |      | 78,4 | 8,5 | 4,4 | 1,7 | 1,7 | 24,2 |

#### Massimi in carriera NBA
Playoffs
- Massimo di punti: 40 vs Portland Trail Blazers (5 giugno 1977)
- Massimo di rimbalzi: 15 vs New York Knicks (16 aprile 1978)
- Massimo di assist: 10 vs Houston Rockets (8 maggio 1977)
- Massimo di palle rubate: 6 (2 volte)
- Massimo di stoppate: 6 (3 volte)

## Palmarès

### ABA
- Campionato ABA: 2

New York Nets: 1974, 1976
- MVP regular season ABA: 3 (record)

1973-74, 1974-75, 1975-76
- MVP playoffs ABA: 2 (record)

1974, 1976
- ABA All-Rookie Team (1972)
- All-ABA Team: 5

First Team: 1973, 1974, 1975, 1976
Second Team: 1972
- ABA All-Defensive Team: 1

1976
- ABA All-Star Game: 5

1972, 1973, 1974, 1975, 1976
- 3 volte migliore marcatore della stagione ABA: (1972-1973, 1973-1974, 1975-1976) (record)
- 4 volte migliore marcatore della stagione ABA nei Playoff: (1972, 1973, 1974, 1976) (record)
- Maggior numero di punti realizzati in stagione ai Playoff ABA (1976)
- 3 volte maggior numero di tiri da due punti realizzati in stagione ABA: (1973-1974), (1974-1975), (1975-1976) (record condiviso con Dan Issel)
- 3 volte maggior numero di tiri dal campo realizzati in stagione ABA: (1973-1974), (1974-1975), (1975-1976) (record)
- 2 volte maggior numero di punti totali in stagione ABA: (1973-1974), (1975-1976)
- Più alta media di rimbalzi a partita in un singola stagione di sempre nei Playoff ABA: (1972)
- Maggior numero di rimbalzi offensivi in stagione ABA: (1971-1972)
- ABA Slam Dunk Champion: (1976)
- ABA All-Time Team
- ABA All-Time MVP
- La sua maglia n.32 è stata ritirata dai New Jersey Nets

### NBA
- Campionato NBA: 1

Philadelphia 76ers: 1983
- MVP regular season NBA: 1

1980-81
- All-NBA Team: 7

First Team: 1978, 1980, 1981, 1982, 1983
Second Team: 1977, 1984
- NBA All-Star Game: 11

1977, 1978, 1979, 1980, 1981, 1982, 1983, 1984, 1985, 1986, 1987
- MVP NBA All-Star Game: 2

1977, 1983
- Premio J. Walter Kennedy: 1

1982-83
- Incluso tra gli 11 migliori giocatori nel trentacinquesimo anniversario della NBA
- Inserito tra i 50 migliori giocatori del cinquantenario della NBA nel 1996
- Inserito nel NBA 75th Anniversary Team
- La sua maglia n.6 è stata ritirata dai Philadelphia 76ers
- Inserito nella Naismith Memorial Basketball Hall of Fame nel 1993

### Record personali
- Julius Erving è l'unico giocatore ad aver vinto il premio di MVP della regular season sia dell'ABA che dell'NBA.
- Julius Erving è l'unico giocatore ad aver vinto per due volte nella stessa stagione sia il premio di MVP della Regular Season ABA che dei Playoffs ABA
- Julius Erving è l'unico giocatore ad aver vinto per tre volte il premio di MVP della Regular Season ABA, e l'unico a farlo consecutivamente
- Julius Erving è l'unico giocatore ad aver vinto per due volte il premio di MVP dei Playoffs ABA
- Terzo giocatore di sempre a superare 30.000 punti segnati in carriera in regular season dopo Wilt Chamberlain e Kareem Abdul-Jabbar e primo non nel ruolo di centro
- Nono miglior marcatore di sempre sommando ABA e NBA
- Quinto miglior marcatore di sempre ABA
- Settantacinquesimo miglior marcatore di sempre NBA
- Terzo migliore marcatore di sempre per punti a partita ABA in regular season (28,7 punti a partita)
- Ottavo miglior marcatore di sempre nei playoff ABA (9° sommando ABA e NBA)
- Venticinquesimo migliore marcatore di sempre nei playoff NBA
- Secondo miglior marcatore di sempre ABA nei playoff (31.1 punti a partita)
- Quindicesimo per numero di assist di sempre ABA (65° sommando NBA e ABA)
- Decimo migliore giocatore di sempre per assist a partita ABA in regular season (4,8 assist a partita)
- Undicesimo migliore rimbalzista di sempre ABA (36° sommando NBA e ABA)
- Settimo migliore rimbalzista di sempre per rimbalzi a partita ABA in regular season (12,1 rimbalzi a partita)
- Quinto migliore rimbalzista di sempre per rimbalzi a partita ABA nei Playoff (12,9 rimbalzi a partita)
- Nono miglior rimbalzista difensivo di sempre ABA (37° sommando NBA e ABA)
- Decimo miglior rimbalzista offensivo di sempre ABA (15° sommando NBA e ABA)
- Quarto per numero di stoppate di sempre ABA
- Cinquantunesimo per numero di stoppate di sempre NBA (23° sommando NBA e ABA)
- Quinto migliore giocatore di sempre per stoppate a partita ABA in regular season (2,0 stoppate a partita)
- Secondo miglior giocatore per palle rubate di sempre ABA
- Cinquantunesimo miglior giocatore per palle rubate di sempre NBA (9° sommando NBA e ABA)
- Terzo migliore giocatore di sempre per palle rubate a partita ABA in regular season (2,4 palle rubate a partita)
- Decimo per numero di tiri liberi realizzati nella storia dell'ABA (19° sommando NBA e ABA)
- Julius Erving è uno dei soli quattro giocatori ad aver vinto almeno un titolo NBA e un titolo ABA (come Rick Barry, Bill Melchionni e Tom Thacker).
- Ha partecipato consecutivamente ai Playoff in tutte e 16 le stagioni giocate da professionista tra ABA e NBA con 3 squadre diverse: Virginia Squires, New York Nets, Philadelphia 76ers

## Il dopo-carriera nel basket

### Onorificenze
Nel 1996 è stato incluso dalla NBA nella lista dei 50 giocatori più forti di tutti i tempi, ed è uno dei membri della Basketball Hall of Fame. I Philadelphia 76ers hanno ritirato il suo numero di maglia, il 6. Anche la franchigia dei Nets, gli odierni Brooklyn Nets, hanno ritirato la maglietta numero 32, che Erving indossava nella sua esperienza newyorkese.

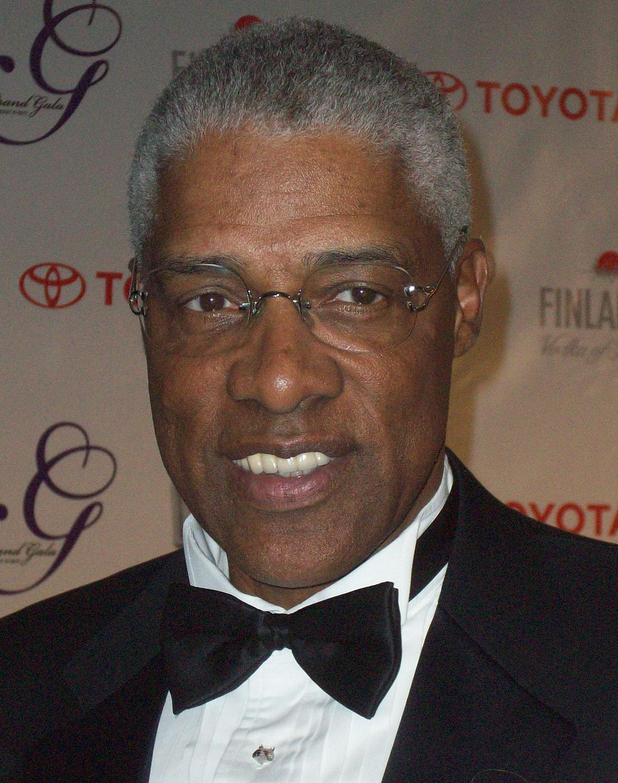
Julius Erving nel maggio del 2008

### Attività lavorative
È rimasto nel mondo del basket con incarichi dirigenziali e nel 1994 è entrato negli Orlando Magic, dei quali è diventato vicepresidente esecutivo. Ha inoltre collaborato come commentatore delle partite per la rete televisiva NBC.Ha anche partecipato come giudice per la gara di schiacciate nell'NBA All-Stars 2015.

## Vita privata

### Famiglia
Erving è stato sposato dal 1972 al 2003 con Turquoise Erving ed insieme hanno avuto 4 figli di cui uno, Cory, morì nel 2000 in un incidente stradale. Nel 1979 ebbe una relazione extra-coniugale con una scrittrice di sport dalla quale ebbe una figlia, Alexandra Stevenson, che sarebbe poi diventata una quotata tennista. Erving incontrò per la prima volta Alexandra solo nel 2008, e da allora hanno instaurato un ottimo rapporto e si sono frequentati con regolarità.
Nel 2003 divorziò, dopo il figlio avuto da una relazione con Dorýs Madden. Nel 2008 ha sposato la stessa Madden con cui aveva avuto altri due figli.

### Altri lavori
Oltre a continuare a seguire il basket, Erving si è dedicato all'attività imprenditoriale, diventando proprietario di uno stabilimento a Philadelphia per l'imbottogliamento della Coca Cola e di alcune stazioni televisive a New York e nel New Jersey. Ha inoltre acquistato il circolo golfistico Celebrity Golf Club International nella zona di Atlanta nel 2006.

## Erving nei media
Ha ispirato il nome del famoso rapper e produttore Dr. Dre, che ha preso l'epiteto "dr" da Erving. Nel 1979 ha recitato nel film Basket Music (titolo originale: The fish that saved Pittsburgh) dove interpretava Moses Guthrie, capitano della squadra dei Pittsburgh Pythons, poi rinominati Pisces per attinenza col segno zodiacale dei suoi giocatori.
È apparso in uno spot dell'azienda di calzature sportive Converse, marca che aveva già contribuito a rendere famosa negli anni settanta. La sua rivalità sportiva con il campione dei Boston Celtics Larry Bird è stata celebrata con il videogioco One on One, pubblicato dalla Electronic Arts nel 1983.
Erving ha fatto un cameo nel film Philadelphia del 1993 con Tom Hanks e Denzel Washington e nelle sitcom Mr. Cooper (1995) e Frasier. Ha anche fatto un cameo nel ruolo di se stesso nell'episodio della serie televisiva The Office intitolato Pidocchi. Erving è apparso anche nel film Hustle del 2022 con Adam Sandler e Juancho Hernangómez sempre nei panni di se stesso.
Il sassofonista Grover Washington Jr. gli ha dedicato il celebre brano Let It Flow (for Dr.J).
Il pianista dei Jazz Messengers di Art Blakey gli ha dedicato il brano Say, Dr. “J”, contenuta nel disco Reflection in Blue (1978)